# Ратенов
Ратенов (њем. Rathenow) град је у њемачкој савезној држави Бранденбург. Једно је од 26 општинских средишта округа Хафеланд. Према процјени из 2010. у граду је живјело 25.791 становника. Посједује регионалну шифру (AGS) 12063252.

## Географски и демографски подаци
Ратенов се налази у савезној држави Бранденбург у округу Хафеланд. Град се налази на надморској висини од 29 метара. Површина општине износи 112,4 km². У самом граду је, према процјени из 2010. године, живјело 25.791 становника. Просјечна густина становништва износи 229 становника/km².